# ヤキフ・ステポヴィ
ヤキフ・ステパノヴィチ・ステポヴィ（ウクライナ語: Я́ків Степа́нович Степови́й; ロシア語: Я́ков Степа́нович Степово́й, 1883年10月20日（ユリウス暦10月8日） - 1921年11月4日）は、ウクライナの作曲家、音楽教師、音楽評論家。

## 生涯
出生から修学期
1883年、ロシア帝国のハリコフ（現在のウクライナ・ハルキウ）で生まれた。出生名は「ヤキフ・ヤキメンコ」（またはアキメンコ）(ウクライナ語: Я́ків Степа́нович Яки́менко)。サンクトペテルブルクに出て、1895年から1898年まで[[サンクトペテルブルク国立アカデミーカペラ]|宮廷聖歌隊]]の合唱団で歌い、1902年までピアノと指揮を学んだ。サンクトペテルブルク音楽院で作曲をニコライ・リムスキー＝コルサコフとアナトリー・リャードフのクラスで学び、1914年に卒業した。
音楽院卒業後
1912年から1914年まで、雑誌『音楽』や『ロシア音楽新聞』に音楽関連記事や批評を寄稿。1914年から1917年の第一次世界大戦中は病院列車の事務員として陸軍に従軍した。徴兵期間はおよそ3年間に及び、1917年4月に任を解かれ除隊
第一次世界大戦後
キエフに居を定め、1917年から1919年まで、キエフ音楽院で音楽理論を講じた。1918年に設立されるウクライナ国立交響楽団の創設に参加。また、音楽評論家としても活動した。1919年以降、ウクライナ＝ソビエト社会主義共和国傘下の全ウクライナ芸術委員会の音楽部門と音楽劇場の音楽部門を担当し、声楽アンサンブルを率いた。
1921年にチフスで死去。墓はバイコヴォ墓地に埋葬されている

## 家族・親族
- 兄：フェーディル・ヤキメンコ（ロシア語版、ウクライナ語版）（フョードル・アキメンコ）も作曲家[2]。

## 作曲作品ならびに作風
彼は合唱曲とピアノ曲の巨匠であり、こどものための音楽集を著している。また国立四重唱団を創設した。
評価
ステポヴィは20世紀ウクライナの音楽知識人を代表する存在であった。ミコラ・リセンコの伝統に則って作曲を行い、国民楽派設立の一員となった。

## 作品

### ピアノ独奏曲
- カササギ[6] Сорока-ворона
- ゴパック : おどりの歌[7] Гопак
- 飛び行く小鷹 : ウクライナ民謡 Ой літаэ соколонько = Ой, летает соколенок[8][9]
- ビム＝ボム[6] Бим-бом
- みつばち[10] Пчёлка
- ゆりかごに揺れて[11]